# Brenda Fassie
Brenda Fassie, född 3 november 1964 i Langa i Kapstaden, Sydafrika, död 9 maj 2004 i Johannesburg, Sydafrika, var en populär sydafrikansk popsångerska. Hon dog 9 maj 2004, i sviter efter en astmaattack som eventuellt var relaterad till narkotikamissbruk.

## Biografi
Fassie döptes efter den amerikanska countrysångaren Brenda Lee. Redan vid unga år började hon tjäna pengar på musik. På 1980-talet sjöng hon pop, mestadels på engelska. De sista fem-tio åren övergav hon dock nästan helt engelskan och sjöng i stället på xhosa, sotho och zulu.
Brenda Fassie kallades ofta "Madonna" efter den provokativa amerikanska sångerskan. Hon skapade under 1990-talet många rubriker genom sitt vilda liv, vilket bland annat inkluderade drogmissbruk och bisexualitet.

## Diskografi
De flesta av Fassies album gavs ut av det EMI-ägda CCP Records.
med The Big Dudes
- 1983: Weekend Special
- 1984: Cool Spot (EP)
- 1984: Let's Stick Together
- 1984: Someone To Love (Maxi)
- 1985: Higher and Higher
- 1985: Touch Somebody (EP)
- 1986: No No Señor

Soloalbum
- 1987: Brenda
- 1987: Ag Shame Lovey (EP)
- 1988: Umuntu Ngumuntu Ngabantu (EP)
- 1989: Too Late for Mama
- 1990: Black President
- 1991: I Am Not a Bad Girl
- 1992: Yo Baby
- 1993: Mama (EP)
- 1994: Abantu Bayakhuluma
- 1995: Umuntu Uyashintsha
- 1996: Now Is the Time
- 1997: Paparazzi
- 1998: Memeza
- 1999: Nomakanjani
- 2000: Thola Amadlozi
- 2001: Mina Nawe : Ngohlala Ngi Nje
- 2002: Myekeleni
- 2003: Mali
- 2004: Gimme Some Volume
- 2004: Greatest Hits: The Queen of African Pop (1964–2004)